# Partula nodosa
Partula nodosa é uma espécie de gastrópodes da família Partulidae.
Foi endémica da Polinésia Francesa. Está extinta na natureza como resultado da introdução da espécie predadora Euglandina rosea.